# Sherwood (série de televisão)
Sherwood é uma série de televisão de drama criminal, criada e escrita por James Graham. É estrelada por David Morrissey e é inspirada em assassinatos que aconteceram em Nottinghamshire, Inglaterra, em 2004. A primeira temporada de seis episódios começou a ser exibida na BBC One em 13 de junho de 2022.

## Elenco
- Alun Armstrong como Gary Jackson
- David Morrissey como DCS Ian St Clair[3]
  - George Howard como Ian jovem
- Lesley Manville como Julie Jackson[3]
  - Poppy Gilbert como Julie Jackson jovem[3]
- Robert Glenister como DI Kevin Salisbury
  - Tom Glenister como Kevin jovem
- Kevin Doyle como Fred Rowley
- Claire Rushbrook como Cathy Rowley[3]
- Lorraine Ashbourne como Daphne Sparrow
- Terence Maynard como DS Cleaver
- Perry Fitzpatrick como Rory Sparrow
- Andrea Lowe como DI Taylor
- Philip Jackson como Mickey Sparrow
- Clare Holman como Helen St Clair
- Adam Hugill como Scott Rowley
- Pip Torrens como Comissário Charles Dawes
- Adeel Akhtar como Andy Fisher
- Bally Gill como Neel Fisher
- Joanne Froggatt como Sarah Vincent
- Nadine Marshall como Jenny Harris
- Don Gilet como Jacob Harris
- Sunetra Sarker como Xerife de Nottingham
- Ace Bhatti como Vinay Chakarbati
- Lindsay Duncan como Jennifer Hale
- Jonathan Harden como Reverendo Wells
- Christopher Fairbank como Bill Raggett
- Stephen Tompkinson como Warnock
- Mark Addy como Ron St. Clair
- Mark Frost como Martín St. Clair
  - Callum Hymers como Martin jovem
- Chanel Cresswell como Rosie Jackson
- Neil Ashton como Carl
- Safia Oakley-Green como Cinderella Jackson

## Recepção
No Rotten Tomatoes, a série detém um índice de aprovação de 100% com base em 16 críticas, com nota média de 8,9/10. O consenso crítico do site diz "Um mistério envolvente que extrai imenso poder de seu elenco excelente e da especificidade de sua localização, Sherwood é uma série tão rica que faz a competição parecer ainda mais pobre".
O primeiro episódio foi assistido 4.855.000 vezes apenas no BBC iPlayer durante 2022, tornando-se o 9º programa mais visto na plataforma naquele ano.

## Prêmios e indicações
| Ano  | Prêmio                                         | Categoria                | Indicado(s)                                                                               | Resultado | Referências |
| ---- | ---------------------------------------------- | ------------------------ | ----------------------------------------------------------------------------------------- | --------- | ----------- |
| 2022 | Royal Television Society Craft & Design Awards | Melhor Figurino - Drama  | Orla Smyth-Mill                                                                           | Indicado  | [ 6 ]       |
| 2022 | Royal Television Society Craft & Design Awards | Melhor Maquiagem - Drama | Nadia El-Saffar                                                                           | Indicado  | [ 6 ]       |
| 2023 | Royal Television Society Programme Awards      | Melhor Série Dramática   | Sherwood                                                                                  | Venceu    | [ 7 ]       |
| 2023 | Royal Television Society Programme Awards      | Melhor Ator Coadjuvante  | Adeel Akhtar                                                                              | Venceu    | [ 7 ]       |
| 2023 | British Academy Television Awards              | Melhor Série Dramática   | James Graham, Lewis Arnold, Rebecca Hodgson, Juliette Howell, Tessa Ross, Harriet Spencer | Indicado  | [ 8 ]       |
| 2023 | British Academy Television Awards              | Melhor Ator Coadjuvante  | Adeel Akhtar                                                                              | Venceu    | [ 8 ]       |
| 2023 | British Academy Television Awards              | Melhor Atriz Coadjuvante | Lesley Manville                                                                           | Indicado  | [ 8 ]       |